# Mines de Bentaillou
Les mines de Bentaillou, également appelées mines de Sentein, sont d'anciennes mines à plomb-zinc du Sud-Ouest de la France situées dans la vallée du Biros, dans les Pyrénées centrales, dans le département de l'Ariège.

## Géographie

### Situation
Les mines de Bentaillou sont situées sur le territoire de la commune de Sentein, dans le département de l'Ariège, en région Occitanie. Elles se trouvent à 1,5 km au nord de la frontière entre la France et l'Espagne, qui passe par le pic de Serre Haute et le port de la Hourquette. Le site minier est situé au fond de la vallée du Biros, dans le Couserans, et domine au sud-est le cirque de la Plagne et la haute vallée du Lez. Il est dominé au nord-nord-ouest par le pic de l'Har.

### Site minier
Le site minier est étagé à des altitudes comprises entre 1 650 m et 2 070 m.
Sur la zone du site, traversé par le sentier de grande randonnée 10, se trouve également le réseau naturel de la grotte de la Cigalère et du gouffre Martel.

### Site de traitement du Bocard
Jusqu'en 1953, l'usine du Bocard, à Eylie dans la vallée, assurait le traitement du minerai de plomb et de zinc des mines d'altitude du Bentaillou et de Chichoué.

## Géologie

### Géologie régionale
Les mines de Bentaillou se situent au cœur de la Zone axiale des Pyrénées où affleurent les roches du socle varisque,.